# Anamaria Tămârjan
Anamaria Tămârjan (* 8. Mai 1991 in Constanța) ist eine ehemalige rumänische Kunstturnerin.
Sie begann im Alter von vier Jahren mit dem Turnen. 2007 gehörte sie der rumänischen Nationalmannschaft an. Wegen einer Verletzung verpasste sie allerdings die Weltmeisterschaften in Stuttgart.
2008 nahm Tămârjan an den Europameisterschaften teil. In Clermont-Ferrand wurde sie  gemeinsam mit Gabriela Drăgoi, Sandra Izbașa, Steliana Nistor und Cerasela Pătrașcu Europameisterin in der Mannschaftswertung. Außerdem gewann sie am Boden die Bronzemedaille. Im selben Jahr fanden auch die Olympischen Spiele in Peking statt. Dort gewann Tămârjan mit der rumänischen Mannschaft Bronze.
Bei den Turn-Europameisterschaften 2009 gewann Tămârjan hinter der Ukrainerin Jana Demjantschuk Silber am Schwebebalken. Außerdem war sie Vierte am Boden und Fünfte im Mehrkampf. Bei den Weltmeisterschaften im selben Jahr wurde sie im Mehrkampf Neunte. Danach beendete sie aufgrund von Verletzungen ihre Karriere.